# Biblioteca Barca dos Livros
A  Biblioteca Barca dos Livros é uma biblioteca comunitária, com sede na Lagoa da Conceição, em Florianópolis, Santa Catarina.
Foi inaugurada em 02 de fevereiro de 2007 e desde a sua criação é mantida pela Sociedade Amantes da Leitura.
A Biblioteca possui um acervo de mais de 8.000 livros já catalogados e 3.000 em fase de catalogação.
A Barca dos Livros é referência na área do livro e da leitura, e presença constante na mídia local e nacional, tendo recebido diversos prêmios por sua atuação no desenvolvimento de programas de incentivo à leitura.